# دليوم (جنس)
دَلْيُوم جنس من النباتات المزهرة الزراعية والبرية في الفصيلة البقولية. التمر الهندي المخملي هو اسم شائع للعديد من الأنواع. جميعها من نبوت المناطق الإستوائية الإفريقية والأسيوية. سنفاتها دقيقة مستطيلة تستعمل استعمال الصابون في تنظيف الثياب ذلك لأنها تحتوي مادة تماثل الصابونين.

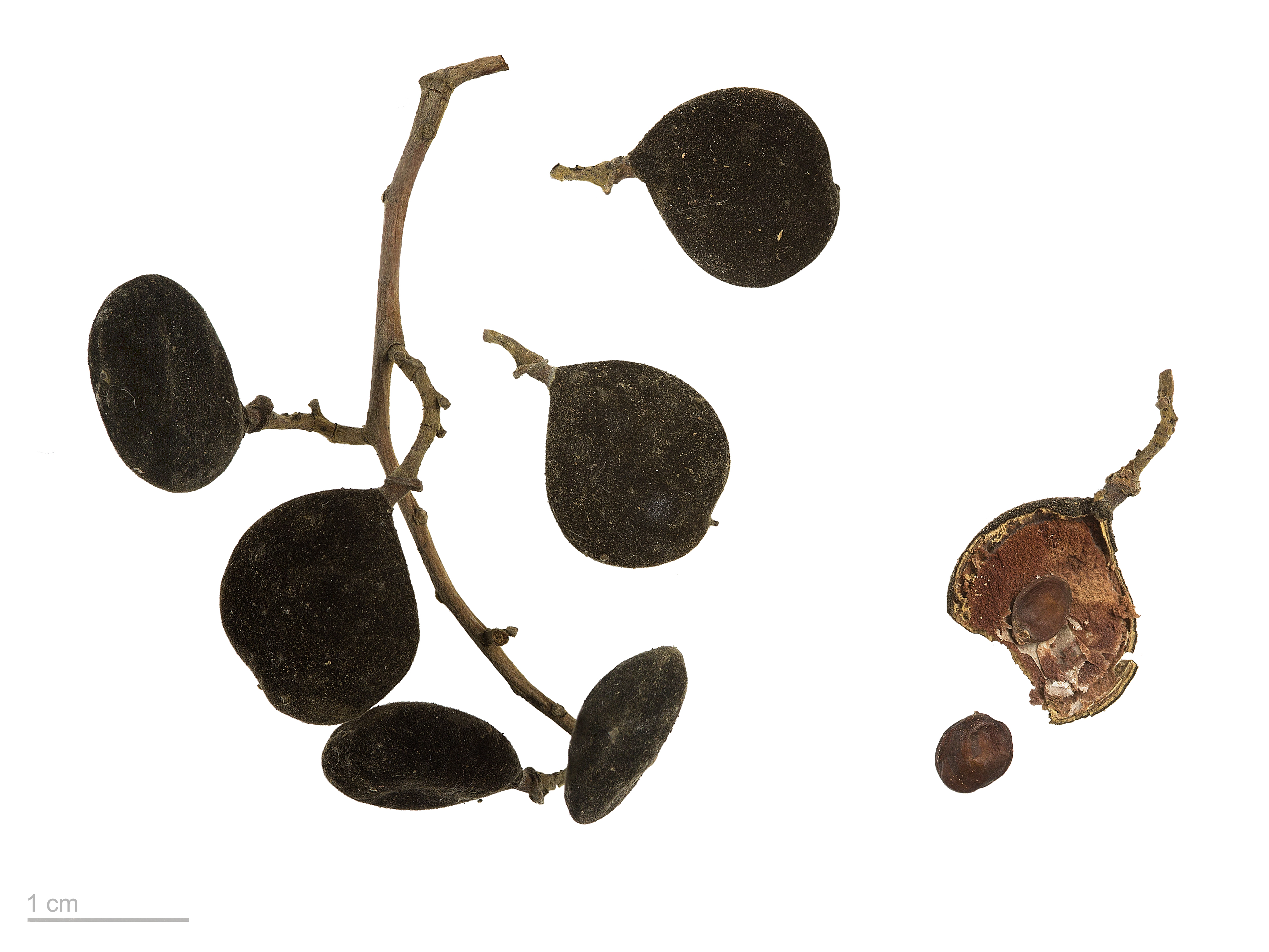